# زویکوف (ناحیه تشسکی کروملوف)
زویکوف (به چکی: Zvíkov) یک منطقهٔ مسکونی در جمهوری چک است که در ناحیه تشسکی کروملوو واقع شده‌است. زویکوف ۲٫۹۱ کیلومتر مربع مساحت و ۵۸ نفر جمعیت دارد و ۵۷۸ متر بالاتر از سطح دریا واقع شده‌است.